# Distretto di Mirpur Khas
Il distretto di Mirpur Khas (in urdu: ضلع میرپور خاص) è un distretto del Sindh, in Pakistan, che ha come capoluogo Mirpur Khas. Nel 1998 possedeva una popolazione di 905.935 abitanti.